# وفد الشعب الفنلندي

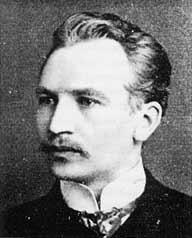

وفد شعب فنلندا (بالفنلندية: Suomen kansanvaltuuskunta)كونه اليساريون، ومعظمهم أعضاءه من الحزب الاشتراكي الديمقراطي. أعلنت تشكيله صحيفة هلسنكي الراديكالية المعارضة "Työmies " باعتباره حكومة فنلندا في 29 يناير 1918 ، متمردة ضد مجلس الدولة الفنلندي. وعمل وفد شعب فنلندا كحكومة الحرس الأحمر في الحرب الأهلية الفنلندية.
أنشئ مجلس أعلى للعمال في 14 فبراير 1918 ، ليكون معادلا لقوة البرلمان في السلطة التنفيذية. كان رئيس المجلس معادلاً لرئيس مجلس النواب، وشغل منصب رئيس الدولة في فنلندا الحمراء. و قد شغل المنصب سكرتير اتحاد عمال النقل فالفريد برتيلا.
لم يكن لمجلس العمال إلا القليل من القوة بسبب حالة الفوضى خلال الحرب الأهلية. واتخذ وفد شعب فنلندا معظم القرارات. توقف المجلس عن أداء أعماله في 25 أبريل 1918.